# Lhotse

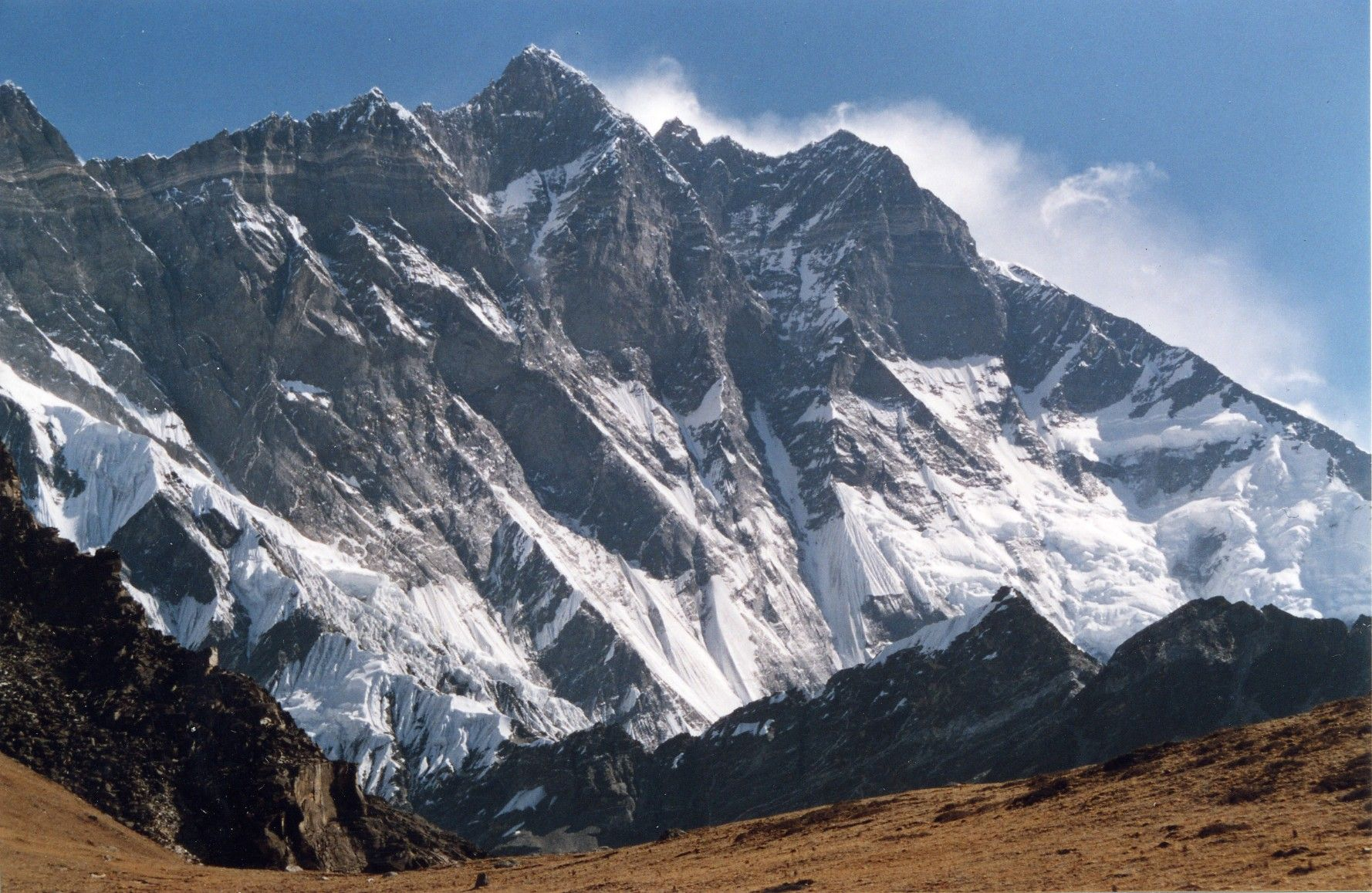
Södra väggen, från Chukhung Ri

Lhotse är ett 8 516 m högt berg i Himalaya. Det är världens fjärde högsta berg, efter Mount Everest, K2 och Kangchenjunga. Det är anslutet till Everest via en liten gång (South Col). Klättrarna följer bitvis samma led som de som bestiger Everest. Lhotse har även två förtoppar, Lhotse Shar (8 383 meter) och Lhotse Middle (8 414 meter). Lhotse ligger på gränsen mellan Kina och Nepal.
Först på toppen var schweizarna Fritz Luchsinger och Ernst Reiss som nådde toppen 18 maj 1956. I samma expedition deltog även klättrare som besteg Mount Everest. Den 2 maj 1979 gjorde de två österrikarna Zepp Maierl och Rolf Walter den första bestigningen från förtoppen Lhotse Shar. Lhotse Middle bestegs första gången den 23 maj 2001 av en rysk expedition bestående av Jevgenij Vinogradskij, Sergej Timofejev, Aleksej Bolotov och Pjotr Kuznetsov.
Den 31 december 1988 besteg Krzysztof Wielicki från Polen Lhotse första gången på vintern.
243 personer har bestigit berget och 11 har dött i samband med det (oktober 2003).

## Historia
- 1956: huvudtoppen nås första gången
- 1965: en japansk expedition gör det första försöket att nå Lhotse Shar, och når 8 100 meter.
- 1979: toppen Lhotse Shar nås för första gången
- 1981: 30 april nås huvudtoppen en andra gång, av Hristo Prodanov (utan syrgas), Bulgarien.
- 1981: 16 oktober bestigs Lhotse Shar för andra gången (Schweiz)
- 1984: 20 maj bestigs Lhotse Shar för tredje gången (dåvarande Tjeckoslovakien)
- 1989: Jerzy Kukuczka omkommer när han klättrar längs Lhotses sydvägg.
- 1994: Oskar Kihlborg blir förste svensk att bestiga Lhotse.
- 1996: Chantal Mauduit blir den första kvinna att nå Lhotses huvudtopp
- 2001 Första gången toppen Lhotse Middle nås.[4]